# 금호미술관
금호미술관(錦湖美術館)은 금호아시아나그룹 소속의 서울특별시 종로구 사간동에 위치한 박물관이다.

## 같이 보기
- 대한민국의 박물관과 미술관 목록